# Chibuto (dystrykt)
Chibuto – dystrykt w prowincji Gaza w południowym Mozambiku. Jego powierzchnia wynosi 5 878km², zamieszkiwany jest przez 164,8 tys. osób, gęstość zaludnienia wynosi 28 mieszk./km² (dane z 1997).
Głównym miastem tego dystryktu jest Chibuto.